# Love. Angel. Music. Baby.
Love. Angel. Music. Baby este albumul de debut solo al cântăreței pop rock Gwen Stefani, lansat de Interscope Records în noiembrie 2004. Albumul era inițial un mic proiect pentru vocalista formației No Doubt, dar a devenit un proiect mare la care au participat numeroși producători muzicali.
Albumul a fost creat ca o versiune nouă a unui album din anii '80, fiind influențat de artiști precum Madonna, New Order, Cyndi Lauper, Depeche Mode, The Cure, Lisa Lisa and Cult Jam, Debbie Deb și Club Nouveau. Majoritatea melodiilor sunt despre modă și bogăție. Albumul le-a introdus publicului pe „Harajuku Girls”, patru dansatoare japoneze.
L.A.M.B. a primit recenzii mixte de la criticii de muzică, fiind criticat în special pentru multiplele colaborări și versurile superficiale. De pe album au fost lansate șase singleuri, majoritatea de succes. Albumul a avut vânzări mari, primind multiple discuri de platină în mai multe țări, vândzându-se în peste șapte milioane de copii. Acesta ia adus câteva nominalizări la premiile Grammy din 2005 și 2006.
| Informații                                                                  | Inne płyty           |
| --------------------------------------------------------------------------- | -------------------- |
| „What You Waiting For?” - Lansare: - (Pământ) - 2 - (Europa) - 2            | Harajuku Lovers Live |
| „Rich Girl” - Lansare: 14 decembrie 2004r. - (Pământ) - 3 - (Europa) -      | Harajuku Lovers Live |
| „Hollaback Girl” - Lansare: 15 aprilie 2005r. - (Pământ) - 3 - (Europa) - 6 | Harajuku Lovers Live |
| „Cool” - Lansare: iulie 2005r. - (Pământ) - 6 - (Europa) -                  | Harajuku Lovers Live |
| „Luxurious” - Lansare: 1 octombrie 2005r. - (Pământ) - - (Europa) -         | Harajuku Lovers Live |
| „Crash” - Lansare: ianuarie 2006r. - (Pământ) - - (Europa) - 198            | Harajuku Lovers Live |